# Tom Herenger
Pas d'image ? Cliquez ici

a Compétitions nationales et continentales officielles uniquement.

b Matchs officiels uniquement.
Dernière mise à jour le 09/12/2022.
Tom Herenger, né le 16 février 1996, est un joueur franco-belge de rugby à XV qui évolue au poste de deuxième ligne. 

## Biographie

### Carrière en club
Tom Herenger commence le rugby à Saint-Egrève au sein du RC Chartreuse Néron avant de rejoindre le centre de formation du FC Grenoble. Après deux saisons, il rejoint l'Oyonnax rugby, mais voulant s'assurer un avenir hors du domaine sportif, il souhaite poursuivre ses études et rejoint l'USA Limoges l'année suivante. Sportivement, sa saison est difficile, et il ne joue qu'une rencontre avec l'équipe première.
Il quitte alors Limoges pour rejoindre l'Avenir valencien, où il commence à obtenir du temps de jeu, mais il quitte le club au bout d'une saison, pour suvire son entraîneur au SA Trélissac. Là il y obtient un temps de jeu conséquent, disputant 15 rencontres de Fédérale 1, mais il recherche plutôt un « club famille ». Il choisit alors de rejoindre le CA Castelsarrasin, où il espère aussi pouvoir lancer un projet professionnel en parallèle dans le domaine de la restauration et de l’hôtellerie.
À la suite de l'élimination de la Belgique pour la Coupe du monde 2023, il décide de faire une pause dans sa carrière. Il part en voyage cinq mois en Amérique du Sud, et quitte donc son club de Castelsarrasin. Il signe un engagement en faveur de Blagnac rugby à partir de Janvier 2022, où il continue son double projet dans la restauration et de l’hôtellerie. L'année suivante, il signe en faveur du Lombez Samatan Club.

### Carrière internationale
Belge de nationalité par sa mère, Tom Herenger choisit assez jeune de représenter ce pays. Il joue avec l'équipe de Belgique des moins de 20 ans en 2014.
En 2018, il intègre l'équipe sénior belge à l'occasion du championnat d'Europe. Il est rappelé en 2019 et 2020 pour jouer avec la sélection.

## Statistiques

### En club
| 2017-2018 | USA Limoges       | 1  | 0 |
| 2018-2019 | Avenir valencien  | 8  | 0 |
| 2019-2020 | SA Trélissac      | 15 | 0 |
| 2020-2021 | CA Castelsarrasin | 4  | 0 |
| 2017-2021 | Total             | 28 | 0 |

### En sélection
| Année | Compétition | Matchs | Points | Essais | Transf. | Drops | Pénal. |
| ----- | ----------- | ------ | ------ | ------ | ------- | ----- | ------ |
| 2018  | REC         | 3      | 5      | 1      | -       | -     | -      |
| 2019  | REC         | 3      | -      | -      | -       | -     | -      |
| 2020  | REC         | 1      | -      | -      | -       | -     | -      |
| 2021  | REC barrage | 1      | -      | -      | -       | -     | -      |
| Total | Total       | 8      | 5      | 1      | -       | -     | -      |

| Essai | Adversaire | Lieu                                     | Compétition | Date        | Résultat | Score |
| ----- | ---------- | ---------------------------------------- | ----------- | ----------- | -------- | ----- |
| 1     | Allemagne  | Centre sportif Nelson Mandela, Bruxelles | REC 2018    | 3 mars 2018 | Victoire | 69-15 |